# Trichoptya caradrinoides
Trichoptya caradrinoides är en fjärilsart som beskrevs av Achille Guenée 1852. Trichoptya caradrinoides ingår i släktet Trichoptya och familjen nattflyn. Inga underarter finns listade i Catalogue of Life.